# La Venganza de los Ex (Estados Unidos)
La Venganza de los Ex  (en su idioma original Ex on the Beach) es un programa de telerrealidad estadounidense de MTV, basado en el programa británico del mismo nombre. Un episodio de antesala se llevó a cabo el 12 de abril de 2018 y se estrenó en MTV el 19 de abril de 2018. Es presentada por Romeo Miller. 
La cuarta temporada titulada "Ex on the Beach: Peak of Love", se estrenó el 5 de diciembre de 2019 en los EE. UU. Y en enero de 2020 en los mercados internacionales de MTV.

## Formato
El programa consta con varios hombres y mujeres que disfrutan de unas vacaciones de verano en el paraíso, mientras que buscan el amor. Sin embargo, se les unieron sus ex para agitar las cosas.
A diferencia del resto de la franquicia, los miembros del reparto son personalidades de telerrealidad y de las redes sociales. Entre la primera y tercera temporada se denominaban Semana de Exes y Semana de Eliminación, en la primera se centraba en la llegada de nuevos ex; en la "Semana de Eliminación" los solteros (el elenco original) votaban anónimamente por un ex para que fuera enviado a casa, el ex con la mayoría de votos era eliminado. Además del giro de temporada, donde los ex toman el poder de eliminar a un soltero. Por otro lado estaba la Cabina de la Verdad donde el elenco se enfrentaba a duras verdades sobre sus pasadas relaciones amorosas; en la tercera temporada se agregó Semana de Citas en donde todos los miembros del elenco votaban por una persona para que asistiera a una cita.
En la cuarta temporada cambia la dinámica, pasándose a llamar las semanas, Semana de Amor y Semana de Hielo, en la primera se basaba en la llegada de los ex y las citas entre los miembros del elenco; en la "Semana de Hielo" los solteros eliminan al ex con la mayoría de votos.
La sexta temporada, presenta por primera vez a parejas sentimentales, a las cuales se les unen sus ex.

## Temporadas
| Año  | Temporada   | Ubicación                 | Episodios      | Espectadores en MTV | Inicio          | Final         |
| ---- | ----------- | ------------------------- | -------------- | ------------------- | --------------- | ------------- |
| 2018 | Temporada 1 | Hilo, Hawaii              | 11             | 827.090             | 19 de abril     | 28 de junio   |
| 2018 | Temporada 2 | Malibú, California        | 14 +1 especial | 703.000             | 20 de diciembre | 4 de abril    |
| 2019 | Temporada 3 | Malibú, California        | 14 +1 especial | 450.000             | 16 de julio     | 24 de octubre |
| 2019 | Temporada 4 | Queenstown, Nueva Zelanda | 14             | 342.140             | 5 de diciembre  | 27 de febrero |
| 2022 | Temporada 5 | Gran Canaria, España      | 12             | 183.000             | 1 de marzo      | 16 de junio   |
| 2023 | Temporada 6 | –                         | 12             | 108.000             | 9 de febrero    | 27 de abril   |

### Temporada 1 (2018)

#### Reparto
- Negrita indica miembro de reparto original; todos los otros participantes son considerados ex.

| Episodios | Nombre            | Notabilidad                   | Exes                                        |
| --------- | ----------------- | ----------------------------- | ------------------------------------------- |
| 8         | Alicia Wright     | Are You the One? 5            | Andre Siemers, Cory Wharton, Derrick Henry  |
| 11        | Angela Babicz     | Bad Girls Club 16             | Derrick Henry                               |
| 11        | Chase McNary      | The Bachelorette 12           | Skyler Mikkelson                            |
| 11        | Chris Pearson †   | N/A                           | Chelsko Thompson, Haley Read                |
| 11        | Cory Wharton      | Real World: Ex-Plosion        | Alicia Wright                               |
| 11        | Faith Stowers     | Vanderpump Rules              | Marcus Rosenzweig, June Robinson            |
| 11        | Jasmine Goode     | The Bachelor 21               | Marco Delvecchio                            |
| 11        | Paulie Calafiore  | Big Brother Estados Unidos 18 | Lexi Marsella                               |
| 11        | Taylor Selfridge  | Are You the One? 5            | Andre Siemers, Joe Torgerson, Cameron Kolbo |
| 7         | Tor’i Brooks      | N/A                           | N/A                                         |
| 11        | Victoria Alario   | N/A                           | Luis Rivera                                 |
|           |                   |                               |                                             |
| 11        | Derrick Henry     | Are You the One? 5            | Angela Babicz, Alicia Wright                |
| 11        | Lexi Marsella     | N/A                           | Paulie Calafiore                            |
| 6         | Skyler Mikkelson  | N/A                           | Chase McNary                                |
| 5         | Chelsko Thompson  | N/A                           | Chris Pearson                               |
| 3         | Andre Siemers     | Are You the One? 5            | Taylor Selfridge, Alicia Wright             |
| 6         | Haley Read        | N/A                           | Chris Pearson                               |
| 8         | Cameron Kolbo     | Are You the One? 4            | Taylor Selfridge, Shanley McIntee           |
| 6         | June Robinson     | N/A                           | Faith Stowers                               |
| 6         | Luis Rivera       | N/A                           | Victoria Alario                             |
| 6         | Shanley McIntee   | Are You the One? 1            | Cameron Kolbo                               |
| 3         | Marcus Rosenzweig | N/A                           | Faith Stowers                               |
| 4         | Marco Delvecchio  | N/A                           | Jasmine Goode                               |
| 3         | Charles Davis     | N/A                           | N/A                                         |
| 3         | Joe Torgerson     | Are You the One? 6            | Taylor Selfridge                            |

#### Duración del Reparto
| Angela   |  |  |  |  |  |  |  |  |  |  |  |  |  |  |
| Chase    |  |  |  |  |  |  |  |  |  |  |  |  |  |  |
| Chris    |  |  |  |  |  |  |  |  |  |  |  |  |  |  |
| Cory     |  |  |  |  |  |  |  |  |  |  |  |  |  |  |
| Faith    |  |  |  |  |  |  |  |  |  |  |  |  |  |  |
| Jasmine  |  |  |  |  |  |  |  |  |  |  |  |  |  |  |
| Paulie   |  |  |  |  |  |  |  |  |  |  |  |  |  |  |
| Taylor   |  |  |  |  |  |  |  |  |  |  |  |  |  |  |
| Tor’i    |  |  |  |  |  |  |  |  |  |  |  |  |  |  |
| Victoria |  |  |  |  |  |  |  |  |  |  |  |  |  |  |
| Alicia   |  |  |  |  |  |  |  |  |  |  |  |  |  |  |
|          |  |  |  |  |  |  |  |  |  |  |  |  |  |  |
| Derrick  |  |  |  |  |  |  |  |  |  |  |  |  |  |  |
| Lexi     |  |  |  |  |  |  |  |  |  |  |  |  |  |  |
| Skyler   |  |  |  |  |  |  |  |  |  |  |  |  |  |  |
| Chelsko  |  |  |  |  |  |  |  |  |  |  |  |  |  |  |
| Andre    |  |  |  |  |  |  |  |  |  |  |  |  |  |  |
| Haley    |  |  |  |  |  |  |  |  |  |  |  |  |  |  |
| Cameron  |  |  |  |  |  |  |  |  |  |  |  |  |  |  |
| June     |  |  |  |  |  |  |  |  |  |  |  |  |  |  |
| Luis     |  |  |  |  |  |  |  |  |  |  |  |  |  |  |
| Shanley  |  |  |  |  |  |  |  |  |  |  |  |  |  |  |
| Marcus   |  |  |  |  |  |  |  |  |  |  |  |  |  |  |
| Marco    |  |  |  |  |  |  |  |  |  |  |  |  |  |  |
| Charles  |  |  |  |  |  |  |  |  |  |  |  |  |  |  |
| Joe      |  |  |  |  |  |  |  |  |  |  |  |  |  |  |

### Temporada 2 (2018-2019)
La segunda temporada se estrenó en MTV el jueves 20 de diciembre de 2018. Presenta miembros del elenco de varios programas de televisión de realidad que viven juntos en California con sus ex.

#### Reparto
- Negrita indica miembro de reparto original; todos los otros participantes son considerados ex.

| 7  | Angela Babicz     | Bad Girls Club 16                              | Tor’i Brooks                                   |  |  |
| 14 | Chad Johnson      | The Bachelorette 12                            | Madeline Sullivan                              |  |  |
| 14 | Cheyenne Parker   | Fire Island                                    | Murray Swanby                                  |  |  |
| 13 | Corey Brooks      | Big Brother Estados Unidos 18                  | Morgan Willett, Sha Carrell                    |  |  |
| 9  | Farrah Abraham    | Teen Mom                                       | Simon Saran                                    |  |  |
| 10 | Janelle Shanks    | Bad Girls Club 11                              | Darian Vandermark (Nelson Thomas)1             |  |  |
| 14 | Jozea Flores      | Big Brother Estados Unidos 18                  | Rob Tini                                       |  |  |
| 14 | Malcolm Drummer   | Are You the One? 6                             | Diandra Delgado, Nurys Mateo                   |  |  |
| 14 | Maya Benberry     | Catching Kelce                                 | Kareem Peterson, J.D. Harmon, Perez Carothers  |  |  |
| 14 | Morgan Willett    | Big Brother: Over the Top                      | Jay Starrett, Corey Brooks, Monte Massongill   |  |  |
| 13 | Nicole Ramos      | The Challenge: Batalla de las Lìneas de Sangre | Nate Sestok                                    |  |  |
|    |                   |                                                |                                                |  |  |
| 14 | Diandra Delgado   | Are You the One? 6                             | Malcolm Drummer (Nelson Thomas)1               |  |  |
| 14 | Jay Starrett      | Survivor: Millennials vs. Gen X                | Morgan Willett                                 |  |  |
| 5  | Kareem Peterson   | N/A                                            | Maya Benberry                                  |  |  |
| 13 | Murray Swanby     | What Happens at The Abbey                      | Cheyenne Parker, Cory Zwierzynski              |  |  |
| 1  | Simon Saran       | Teen Mom                                       | Farrah Abraham                                 |  |  |
| 3  | Cory Zwierzynski  | What Happens at The Abbey                      | Murray Swanby                                  |  |  |
| 11 | Nurys Mateo       | Are You the One? 6                             | Malcolm Drummer, Nelson Thomas                 |  |  |
| 7  | Sha Carrell       | N/A                                            | Corey Brooks                                   |  |  |
| 10 | Nelson Thomas     | Are You the One? 3                             | Nurys Mateo (Janelle Shanks, Diandra Delgado)1 |  |  |
| 9  | Rob Tini          | N/A                                            | Jozea Flores                                   |  |  |
| 9  | Darian Vandermark | N/A                                            | Janelle Shanks                                 |  |  |
| 8  | Monte Massongill  | Big Brother: Over the Top                      | Morgan Willett                                 |  |  |
| 7  | J.D. Harmon       | N/A                                            | Maya Benberry                                  |  |  |
| 5  | Madeline Sullivan | N/A                                            | Chad Johnson                                   |  |  |
| 3  | Nate Sestok       | N/A                                            | Nicole Ramos                                   |  |  |
| 3  | Perez Carothers   | N/A                                            | Maya Benberry                                  |  |  |
| 3  | Tor’i Brooks      | Ex on the Beach Estados Unidos 1               | Angela Babicz                                  |  |  |

#### Duración del Reparto
| Nombre   | Episodios | Episodios | Episodios | Episodios | Episodios | Episodios | Episodios | Episodios | Episodios | Episodios | Episodios | Episodios | Episodios | Episodios |
| Nombre   | 1         | 2         | 3         | 4         | 5         | 6         | 7         | 82        | 93        | 10        | 114       | 12        | 135       | 14        |
| -------- | --------- | --------- | --------- | --------- | --------- | --------- | --------- | --------- | --------- | --------- | --------- | --------- | --------- | --------- |
| Chad     |           |           |           |           |           |           |           |           |           |           |           |           |           |           |
| Cheyenne |           |           |           |           |           |           |           |           |           |           |           |           |           |           |
| Farrah   |           |           |           |           |           |           |           |           |           |           |           |           |           |           |
| Janelle  |           |           |           |           |           |           |           |           |           |           |           |           |           |           |
| Jozea    |           |           |           |           |           |           |           |           |           |           |           |           |           |           |
| Malcolm  |           |           |           |           |           |           |           |           |           |           |           |           |           |           |
| Maya     |           |           |           |           |           |           |           |           |           |           |           |           |           |           |
| Morgan   |           |           |           |           |           |           |           |           |           |           |           |           |           |           |
| Nicole   |           |           |           |           |           |           |           |           |           |           |           |           |           |           |
| Corey    |           |           |           |           |           |           |           |           |           |           |           |           |           |           |
| Angela   |           |           |           |           |           |           |           |           |           |           |           |           |           |           |
|          |           |           |           |           |           |           |           |           |           |           |           |           |           |           |
| Diandra  |           |           |           |           |           |           |           |           |           |           |           |           |           |           |
| Jay      |           |           |           |           |           |           |           |           |           |           |           |           |           |           |
| Kareem   |           |           |           |           |           |           |           |           |           |           |           |           |           |           |
| Murray   |           |           |           |           |           |           |           |           |           |           |           |           |           |           |
| Simon    |           |           |           |           |           |           |           |           |           |           |           |           |           |           |
| Cory     |           |           |           |           |           |           |           |           |           |           |           |           |           |           |
| Nurys    |           |           |           |           |           |           |           |           |           |           |           |           |           |           |
| Sha      |           |           |           |           |           |           |           |           |           |           |           |           |           |           |
| Nelson   |           |           |           |           |           |           |           |           |           |           |           |           |           |           |
| Rob      |           |           |           |           |           |           |           |           |           |           |           |           |           |           |
| Darian   |           |           |           |           |           |           |           |           |           |           |           |           |           |           |
| Monte    |           |           |           |           |           |           |           |           |           |           |           |           |           |           |
| J.D.     |           |           |           |           |           |           |           |           |           |           |           |           |           |           |
| Madeline |           |           |           |           |           |           |           |           |           |           |           |           |           |           |
| Nate     |           |           |           |           |           |           |           |           |           |           |           |           |           |           |
| Perez    |           |           |           |           |           |           |           |           |           |           |           |           |           |           |
| Tor’i    |           |           |           |           |           |           |           |           |           |           |           |           |           |           |

### Temporada 3 (2019)
La tercera temporada de la versión estadounidense del reality show Ex on the Beach , se estreno en MTV el martes 16 de julio de 2019. Presenta diez sencillos de varios reality shows que viven juntos en Malibú con sus ex parejas.

#### Reparto
- Negrita indica miembro de reparto original; todos los otros participantes son considerados ex.

| 14 | Alexa "Lexi" Kaplan       | Influencer                    | Max-Davis Kurtzman                                     |  |  |
| 12 | Allie Kaplan              | Influencer                    | N/A                                                    |  |  |
| 14 | Aubrey O'Day              | Cantante y personalidad de TV | Lisa Coffey                                            |  |  |
| 14 | Billy Reilich             | What Happens at The Abbey     | Cara Cooper, Emily Arreseigor, Tyler Garrigus          |  |  |
| 14 | Cameron Armstrong         | Boy Band                      | Alexis McNeal, Ariana Nova                             |  |  |
| 14 | Demetrius "Mechie" Harris | Miembro de 4EY The Future     | Kellie Sweet, Danielle Clarke                          |  |  |
| 14 | Devin Walker-Molaghan     | Are You the One? 3            | Marie Roda                                             |  |  |
| 14 | Geles Rodriguez           | Are You the One? 6            | Anthony Martin                                         |  |  |
| 14 | Kenya Scott               | Are You the One? 7            | Tevin Grant                                            |  |  |
| 14 | Mark Jansen               | Big Brother Estados Unidos 19 | Elena Davies                                           |  |  |
|    |                           |                               |                                                        |  |  |
| 6  | Anthony Martin            | Are You the One? 6            | Geles Rodriguez, Shannon Duffy                         |  |  |
| 2  | Elena Davies              | Big Brother Estados Unidos 19 | Mark Jansen                                            |  |  |
| 3  | Cara Cooper               | N/A                           | Billy Reilich                                          |  |  |
| 13 | Shannon Duffy             | Are You the One? 5            | Anthony Martin                                         |  |  |
| 11 | Marie Roda                | The Real World: St. Thomas    | Devin Walker-Molaghan, Anthony Bartolotte, Jason Walsh |  |  |
| 12 | Tevin Grant               | Are You the One? 7            | Kenya Scott                                            |  |  |
| 7  | Alexis McNeal             | N/A                           | Cameron Armstrong                                      |  |  |
| 10 | Anthony Bartolotte        | Are You the One? 2            | Marie Roda                                             |  |  |
| 9  | Max-Davis Kurtzman        | N/A                           | Alexa "Lexi" Kaplan                                    |  |  |
| 8  | Ariana Nova               | N/A                           | Cameron Amstrong                                       |  |  |
| 7  | Lisa Coffey               | N/A                           | Aubrey O'Day                                           |  |  |
| 6  | Emily Arreseigor          | N/A                           | Billy Reilich                                          |  |  |
| 5  | Kellie Sweet              | N/A                           | Demetrius "Mechie" Harris                              |  |  |
| 2  | Jason Walsh               | N/A                           | Marie Roda                                             |  |  |
| 3  | Tyler Garrigus            | N/A                           | Billy Reilich                                          |  |  |
| 3  | Danielle Clarke           | N/A                           | Demetrius "Mechie" Harris                              |  |  |

#### Duración del Reparto
| Nombre    | Episodios | Episodios | Episodios | Episodios | Episodios | Episodios | Episodios | Episodios | Episodios | Episodios | Episodios | Episodios | Episodios | Episodios |
| Nombre    | 1         | 2         | 3         | 4         | 5         | 6         | 7         | 8         | 9         | 10        | 111       | 12        | 13        | 142       |
| --------- | --------- | --------- | --------- | --------- | --------- | --------- | --------- | --------- | --------- | --------- | --------- | --------- | --------- | --------- |
| Allie     |           |           |           |           |           |           |           |           |           |           |           |           |           |           |
| Aubrey    |           |           |           |           |           |           |           |           |           |           |           |           |           |           |
| Billy     |           |           |           |           |           |           |           |           |           |           |           |           |           |           |
| Cameron   |           |           |           |           |           |           |           |           |           |           |           |           |           |           |
| Devin     |           |           |           |           |           |           |           |           |           |           |           |           |           |           |
| Geles     |           |           |           |           |           |           |           |           |           |           |           |           |           |           |
| Kenya     |           |           |           |           |           |           |           |           |           |           |           |           |           |           |
| Lexi      |           |           |           |           |           |           |           |           |           |           |           |           |           |           |
| Mark      |           |           |           |           |           |           |           |           |           |           |           |           |           |           |
| Mechie    |           |           |           |           |           |           |           |           |           |           |           |           |           |           |
|           |           |           |           |           |           |           |           |           |           |           |           |           |           |           |
| Anthony M |           |           |           |           |           |           |           |           |           |           |           |           |           |           |
| Elena     |           |           |           |           |           |           |           |           |           |           |           |           |           |           |
| Cara      |           |           |           |           |           |           |           |           |           |           |           |           |           |           |
| Shannon   |           |           |           |           |           |           |           |           |           |           |           |           |           |           |
| Marie     |           |           |           |           |           |           |           |           |           |           |           |           |           |           |
| Tevin     |           |           |           |           |           |           |           |           |           |           |           |           |           |           |
| Alexis    |           |           |           |           |           |           |           |           |           |           |           |           |           |           |
| Anthony B |           |           |           |           |           |           |           |           |           |           |           |           |           |           |
| Max       |           |           |           |           |           |           |           |           |           |           |           |           |           |           |
| Ariana    |           |           |           |           |           |           |           |           |           |           |           |           |           |           |
| Lisa      |           |           |           |           |           |           |           |           |           |           |           |           |           |           |
| Emily     |           |           |           |           |           |           |           |           |           |           |           |           |           |           |
| Kellie    |           |           |           |           |           |           |           |           |           |           |           |           |           |           |
| Jason     |           |           |           |           |           |           |           |           |           |           |           |           |           |           |
| Tyler     |           |           |           |           |           |           |           |           |           |           |           |           |           |           |
| Danielle  |           |           |           |           |           |           |           |           |           |           |           |           |           |           |

### Temporada 4 (2019-2020)
Ex on the Beach: Amor en la Montaña es la cuarta temporada con temática invernal de la versión estadounidense del reality show Ex on the Beach, que se estrenaro en MTV el 5 de diciembre de 2019. Presenta diez solteros de varios reality shows que viven juntos en Queenstown, Nueva Zelanda, con sus ex parejas.

#### Reparto
- Negrita indica miembro de reparto original; todos los otros participantes son considerados ex.

| 14 | Adore Delano     | RuPaul's Drag Race 6               | Jakk Maddox, Trenton Clark                    |  |  |
| 14 | Allie DiMeco     | Actriz                             | Cameron Sikes, Carlos Chavez                  |  |  |
| 14 | Callum Izzard    | Ibiza Weekender 7                  | Megan Nash, Paris Decaro                      |  |  |
| 7  | Daniel Maguire   | The Bachelorette 12                | Sydney Langston                               |  |  |
| 14 | Georgia Steel    | Love Island Reino Unido 4          | Niall Aslam, Sam Bird                         |  |  |
| 14 | La Demi Martinez | Glam Masters                       | Tyler Ash                                     |  |  |
| 14 | Marlon Williams  | The Real World: Portland           | Jemmye Carroll, Todd Maurer                   |  |  |
| 14 | Nicole Zanatta   | Real World: Skeletons              | Ashley Ceasar, Laurel Stucky (Jemmye Carroll) |  |  |
| 14 | Ryan Gallagher   | American Idol                      | Magdalena Ruiz                                |  |  |
| 14 | Tyranny Todd     | Are You the One? 5                 | Emari Stevenson                               |  |  |
|    |                  |                                    |                                               |  |  |
| 6  | Laurel Stucky    | The Challenge: Fresh Meat II       | Nicole Zanatta                                |  |  |
| 3  | Megan Nash       | N/A                                | Callum Izzard                                 |  |  |
| 8  | Jakk Maddox      | N/A                                | Adore Delano                                  |  |  |
| 7  | Sydney Langston  | N/A                                | Daniel Maguire                                |  |  |
| 11 | Tyler Ash        | N/A                                | La Demi Martinez                              |  |  |
| 11 | Niall Aslam      | Love Island Reino Unidos 4         | Georgia Steel                                 |  |  |
| 9  | Jemmye Carroll   | The Real World: New Orleans (2010) | Marlon Williams (Nicole Zanatta)              |  |  |
| 9  | Sam Bird         | Love Island Reino Unidos 4         | Georgia Steel                                 |  |  |
| 8  | Magdalena Ruiz   | N/A                                | Ryan Gallagher                                |  |  |
| 7  | Ashley Ceasar    | Real World: Ex-Plosion             | Nicole Zanatta                                |  |  |
| 5  | Carlos Chavez    | Temptation Island                  | Allie DiMeco                                  |  |  |
| 6  | Todd Mauer       | N/A                                | Marlon Williams                               |  |  |
| 5  | Paris Decaro     | N/A                                | Callum Izzard                                 |  |  |
| 4  | Emari Stevenson  | N/A                                | Tyranny Todd                                  |  |  |
| 2  | Trenton Clark    | N/A                                | Adore Delano                                  |  |  |
| 2  | Cameron Sikes    | Temptation Island                  | Allie DiMeco                                  |  |  |

#### Duración del Reparto
| Nombre      | Episodios | Episodios | Episodios | Episodios | Episodios | Episodios | Episodios | Episodios | Episodios | Episodios | Episodios | Episodios | Episodios | Episodios |  |
| Nombre      | 1         | 2         | 3         | 4         | 5         | 6         | 71        | 8         | 92        | 10        | 11        | 12        | 13        | 14        |  |
| ----------- | --------- | --------- | --------- | --------- | --------- | --------- | --------- | --------- | --------- | --------- | --------- | --------- | --------- | --------- |  |
| Adore/Danny |           |           |           |           |           |           |           |           |           |           |           |           |           |           |  |
| Allie       |           |           |           |           |           |           |           |           |           |           |           |           |           |           |  |
| Callum      |           |           |           |           |           |           |           |           |           |           |           |           |           |           |  |
| Daniel      |           |           |           |           |           |           |           |           |           |           |           |           |           |           |  |
| Georgia     |           |           |           |           |           |           |           |           |           |           |           |           |           |           |  |
| La Demi     |           |           |           |           |           |           |           |           |           |           |           |           |           |           |  |
| Marlon      |           |           |           |           |           |           |           |           |           |           |           |           |           |           |  |
| Nicole      |           |           |           |           |           |           |           |           |           |           |           |           |           |           |  |
| Ryan        |           |           |           |           |           |           |           |           |           |           |           |           |           |           |  |
| Tyranny     |           |           |           |           |           |           |           |           |           |           |           |           |           |           |  |
|             |           |           |           |           |           |           |           |           |           |           |           |           |           |           |  |
| Laurel      |           |           |           |           |           |           |           |           |           |           |           |           |           |           |  |
| Megan       |           |           |           |           |           |           |           |           |           |           |           |           |           |           |  |
| Jakk        |           |           |           |           |           |           |           |           |           |           |           |           |           |           |  |
| Sydney      |           |           |           |           |           |           |           |           |           |           |           |           |           |           |  |
| Niall       |           |           |           |           |           |           |           |           |           |           |           |           |           |           |  |
| Tyler       |           |           |           |           |           |           |           |           |           |           |           |           |           |           |  |
| Jemmye      |           |           |           |           |           |           |           |           |           |           |           |           |           |           |  |
| Sam         |           |           |           |           |           |           |           |           |           |           |           |           |           |           |  |
| Magdalena   |           |           |           |           |           |           |           |           |           |           |           |           |           |           |  |
| Ashley      |           |           |           |           |           |           |           |           |           |           |           |           |           |           |  |
| Carlos      |           |           |           |           |           |           |           |           |           |           |           |           |           |           |  |
| Todd        |           |           |           |           |           |           |           |           |           |           |           |           |           |           |  |
| Paris       |           |           |           |           |           |           |           |           |           |           |           |           |           |           |  |
| Emari       |           |           |           |           |           |           |           |           |           |           |           |           |           |           |  |
| Trenton     |           |           |           |           |           |           |           |           |           |           |           |           |           |           |  |
| Cameron     |           |           |           |           |           |           |           |           |           |           |           |           |           |           |  |

### Temporada 5 (2022)
La quinta temporada se estrenó en MTV el 31 de marzo de 2022. Se filmó en Gran Canaria, España.

#### Reparto
- Negrita indica miembro de reparto original; todos los otros participantes son considerados ex.

| 5  | Alain Lorenzo         | N/A                                | Sher Suarez                                   |  |  |
| 12 | Arisce Wanzer         | Strut                              | Mike Mulderrig                                |  |  |
| 5  | Bryce Hirschberg      | Too Hot To Handle 1                | Nicole O'Brien                                |  |  |
| 12 | Da'Vonne Rogers       | Big Brother Estados Unidos 17      | Jamar Lee                                     |  |  |
| 12 | David Barta           | Paradise Hotel Estados Unidos 3    | Danielle Cohen (Mike Mulderrig)               |  |  |
| 12 | Derynn Paige          | Double Shot at Love                | Ricky Rogers                                  |  |  |
| 5  | Jonathan Troncoso     | World of Dance Estados Unidos 3    | Joelle Piñero                                 |  |  |
| 9  | Kyra Green            | Love Island Estados Unidos 1       | Emily Salch                                   |  |  |
| 7  | Ranin Karim           | N/A                                | Elias Abreu                                   |  |  |
| 12 | Ray Gantt             | Love Island Estados Unidos 1       | Caro Viehweg, Nicole Pisciotti, Alexis Garris |  |  |
|    |                       |                                    |                                               |  |  |
| 3  | Caro Viehweg          | Love Island Estados Unidos 1       | Ray Gantt                                     |  |  |
| 5  | Jamar Lee             | Big Brother Canadá 8               | Da'Vonne Rogers, Minh-Ly Nguyen-Cao           |  |  |
| 12 | Mike Mulderrig        | Lindsay Lohan: Dueña de la playa   | Arisce Wanzer (David Barta)                   |  |  |
| 4  | Minh-Ly Nguyen-Cao    | Big Brother Canadá 8               | Jamar Lee                                     |  |  |
| 11 | Ricky Rogers          | Double Shot at Love                | Derynn Paige, Kathryn Dunn                    |  |  |
| 4  | Danielle "Dani" Cohen | Are You Smarter than a 5th Grader? | David Barta                                   |  |  |
| 7  | Elias "Eli" Abreu     | N/A                                | Ranin Karim                                   |  |  |
| 4  | Nicole Pisciotti      | N/A                                | Ray Gantt                                     |  |  |
| 3  | Kathryn "Kat" Dunn    | Big Brother Estados Unidos 21      | Ricky Rogers                                  |  |  |
| 6  | Emily Salch           | Love Island Estados Unidos 1       | Kyra Green                                    |  |  |
| 6  | Nicole O'Brien        | Too Hot To Handle 1                | Bryce Hirschberg                              |  |  |
| 4  | Alexis Garris         | N/A                                | Ray Gantt                                     |  |  |
| 4  | Joelle Piñero         | N/A                                | Jonathan Troncoso                             |  |  |
| 3  | Sher Suarez           | Love Island Estados Unidos 2       | Alain Lorenzo                                 |  |  |

#### Duración del reparto
| Nombre    | Episodios | Episodios | Episodios | Episodios | Episodios | Episodios | Episodios | Episodios | Episodios | Episodios | Episodios | Episodios | Episodios | Episodios |  |
| Nombre    | 1         | 2         | 3         | 4         | 5         | 6         | 7         | 8         | 9         | 10        | 11        | 12        |           |           |  |
| --------- | --------- | --------- | --------- | --------- | --------- | --------- | --------- | --------- | --------- | --------- | --------- | --------- | --------- | --------- |  |
| Arisce    |           |           |           |           |           |           |           |           |           |           |           |           |           |           |  |
| Da'Vonne  |           |           |           |           |           |           |           |           |           |           |           |           |           |           |  |
| David     |           |           |           |           |           |           |           |           |           |           |           |           |           |           |  |
| Derynn    |           |           |           |           |           |           |           |           |           |           |           |           |           |           |  |
| Ranin     |           |           |           |           |           |           |           |           |           |           |           |           |           |           |  |
| Ray       |           |           |           |           |           |           |           |           |           |           |           |           |           |           |  |
| Bryce     |           |           |           |           |           |           |           |           |           |           |           |           |           |           |  |
| Kyra      |           |           |           |           |           |           |           |           |           |           |           |           |           |           |  |
| Alain     |           |           |           |           |           |           |           |           |           |           |           |           |           |           |  |
| Jonathan  |           |           |           |           |           |           |           |           |           |           |           |           |           |           |  |
|           |           |           |           |           |           |           |           |           |           |           |           |           |           |           |  |
| Caro      |           |           |           |           |           |           |           |           |           |           |           |           |           |           |  |
| Jamar     |           |           |           |           |           |           |           |           |           |           |           |           |           |           |  |
| Mike      |           |           |           |           |           |           |           |           |           |           |           |           |           |           |  |
| Minh-Ly   |           |           |           |           |           |           |           |           |           |           |           |           |           |           |  |
| Ricky     |           |           |           |           |           |           |           |           |           |           |           |           |           |           |  |
| Dani      |           |           |           |           |           |           |           |           |           |           |           |           |           |           |  |
| Eli       |           |           |           |           |           |           |           |           |           |           |           |           |           |           |  |
| Nicole P. |           |           |           |           |           |           |           |           |           |           |           |           |           |           |  |
| Kat       |           |           |           |           |           |           |           |           |           |           |           |           |           |           |  |
| Emily     |           |           |           |           |           |           |           |           |           |           |           |           |           |           |  |
| Nicole O. |           |           |           |           |           |           |           |           |           |           |           |           |           |           |  |
| Alexis    |           |           |           |           |           |           |           |           |           |           |           |           |           |           |  |
| Joelle    |           |           |           |           |           |           |           |           |           |           |           |           |           |           |  |
| Sher      |           |           |           |           |           |           |           |           |           |           |           |           |           |           |  |

Notas
Key:      = "Miembro del elenco" aparece en este episodio.
Key:      = "Miembro del elenco" llega a la playa.
Key:      = "Miembro del elenco" tiene un ex llegar a la playa.
Key:      = "Miembro del elenco" llega a la playa y tiene un ex llegado durante el mismo episodio.
Key:      = "Miembro del elenco" deja la playa.
Key:      = "Miembro del elenco" hace una aparición especial.
Key:      = "Miembro del elenco" no aparece en este episodio.

### Temporada 6 (2023)
Ex on the Beach Couples es la sexta temporada del programa y se anunció el 12 de enero de 2023. Se estrenó el 9 de febrero de 2023.

#### Reparto
La lista del reparto oficial así como la identidad de algunos ex fueron anunciados junto con la fecha de estreno del programa. Presenta por primera vez a parejas en vez de solteros, los ex se unieron todos al inicio de la temporada, siendo esto más una terapia de parejas.
| Nombre          | Procedencia    | Exes                |
| --------------- | -------------- | ------------------- |
| Ben Salmon      | Australia      | Kellie Ross         |
| Jade Croft      | Australia      | N/A                 |
| Jake O'Brien    | Australia      | Pala Negara         |
| Holly MacAlpine | Australia      | N/A                 |
| Jamie Dragon    | Reino Unido    | N/A                 |
| Tailah          | Reino Unido    | Charlie Low         |
| Liam Forrest    | Reino Unido    | N/A                 |
| Leylah Linda    | Reino Unido    | Samura Patrone      |
| Sorinn Lillico  | Estados Unidos | N/A                 |
| Lola De Lepin   | Estados Unidos | Christopher Patrone |
| Spari           | Estados Unidos | Ri Nelson           |
| Shayla Cruz     | Estados Unidos | N/A                 |